# Campeonato Asiático de Balonmano Masculino de 2022
El Campeonato Asiático de Balonmano Masculino de 2022 fue la 20.ª edición del Campeonato Asiático de Balonmano Masculino, que tuvo lugar en Dammam, Arabia Saudí del 21 de enero de 2022 al 1 de febrero del mismo año. Sirvió de clasificación para el Campeonato Mundial de Balonmano Masculino de 2023.
El torneo en un principio se iba a disputar en Irán, pero debido a la expansión del COVID-19, la AHF decidió trasladarlo a Arabia Saudí.

## Grupos
| Grupo A       | Grupo B        | Grupo C                | Grupo D    |
| ------------- | -------------- | ---------------------- | ---------- |
| Corea del Sur | Arabia Saudita | Catar                  | Japón      |
| Kuwait        | Irán           | Emiratos Árabes Unidos | Baréin     |
| Jordania      | Australia      | Iraq                   | Uzbekistán |
| Singapur      | India          | Omán                   | Hong Kong  |
|               |                |                        | Vietnam    |

## Primera fase

### Grupo A
| Equipo        | J | G | E | P | GF  | GC  | DG  | PTS |
| ------------- | - | - | - | - | --- | --- | --- | --- |
| Corea del Sur | 3 | 3 | 0 | 0 | 95  | 59  | +36 | 6   |
| Kuwait        | 3 | 2 | 0 | 1 | 107 | 60  | +47 | 4   |
| Jordania      | 3 | 1 | 0 | 2 | 95  | 89  | +6  | 2   |
| Singapur      | 3 | 0 | 0 | 3 | 42  | 123 | -81 | 0   |

- Resultados

| Fecha | Hora  | Partido¹      | Partido¹ | Partido¹      | Resultado |
| ----- | ----- | ------------- | -------- | ------------- | --------- |
| 18.01 | 12:00 | Singapur      | -        | Corea del Sur | 9-40      |
| 18.01 | 14:00 | Jordania      | -        | Kuwait        | 31-42     |
| 19.01 | 12:00 | Kuwait        | -        | Singapur      | 43-14     |
| 19.01 | 18:00 | Corea del Sur | -        | Jordania      | 28-24     |
| 20.01 | 14:00 | Singapur      | -        | Jordania      | 19-40     |
| 20.01 | 18:00 | Kuwait        | -        | Corea del Sur | 26-27     |

### Grupo B
| Equipo         | J | G | E | P | GF  | GC  | DG  | PTS |
| -------------- | - | - | - | - | --- | --- | --- | --- |
| Irán           | 3 | 3 | 0 | 0 | 98  | 59  | +39 | 6   |
| Arabia Saudita | 3 | 2 | 0 | 1 | 104 | 67  | +37 | 4   |
| Australia      | 3 | 1 | 0 | 2 | 50  | 88  | -38 | 2   |
| India          | 3 | 0 | 0 | 3 | 85  | 123 | -38 | 0   |

- Resultados

| Fecha | Hora  | Partido¹       | Partido¹ | Partido¹       | Resultado |
| ----- | ----- | -------------- | -------- | -------------- | --------- |
| 18.01 | 18:00 | Australia      | -        | Irán           | 10-32     |
| 18.01 | 19:00 | India          | -        | Arabia Saudita | 30-54     |
| 19.01 | 16:00 | Irán           | -        | India          | 42-29     |
| 19.01 | 18:00 | Arabia Saudita | -        | Australia      | 30-13     |
| 20.01 | 12:00 | India          | -        | Australia      | 26-27     |
| 20.01 | 18:00 | Irán           | -        | Arabia Saudita | 24-20     |

### Grupo C
| Equipo                 | J | G | E | P | GF | GC | DG  | PTS |
| ---------------------- | - | - | - | - | -- | -- | --- | --- |
| Catar                  | 3 | 3 | 0 | 0 | 90 | 53 | +37 | 6   |
| Iraq                   | 3 | 2 | 0 | 1 | 85 | 97 | -12 | 4   |
| Emiratos Árabes Unidos | 3 | 1 | 0 | 2 | 72 | 77 | -5  | 2   |
| Omán                   | 3 | 0 | 0 | 3 | 66 | 86 | -20 | 0   |

- Resultados

| Fecha | Hora  | Partido¹               | Partido¹ | Partido¹               | Resultado |
| ----- | ----- | ---------------------- | -------- | ---------------------- | --------- |
| 18.01 | 16:00 | Iraq                   | -        | Emiratos Árabes Unidos | 32-31     |
| 18.01 | 16:00 | Omán                   | -        | Catar                  | 14-31     |
| 19.01 | 14:00 | Emiratos Árabes Unidos | -        | Omán                   | 24-23     |
| 19.01 | 14:00 | Catar                  | -        | Iraq                   | 37-22     |
| 20.01 | 16:00 | Emiratos Árabes Unidos | -        | Catar                  | 17-22     |
| 20.01 | 16:00 | Omán                   | -        | Iraq                   | 29-31     |

### Grupo D
| Equipo     | J | G | E | P | GF  | GC  | DG  | PTS |
| ---------- | - | - | - | - | --- | --- | --- | --- |
| Baréin     | 3 | 3 | 0 | 0 | 127 | 53  | +74 | 6   |
| Uzbekistán | 3 | 2 | 0 | 1 | 77  | 82  | -5  | 4   |
| Hong Kong  | 3 | 1 | 0 | 2 | 75  | 101 | -26 | 2   |
| Vietnam    | 3 | 0 | 0 | 3 | 64  | 107 | -43 | 0   |

- Resultados

| Fecha | Hora  | Partido¹   | Partido¹ | Partido¹   | Resultado |
| ----- | ----- | ---------- | -------- | ---------- | --------- |
| 18.01 | 12:00 | Uzbekistán | -        | Hong Kong  | 28-24     |
| 18.01 | 14:00 | Vietnam    | -        | Baréin     | 14-46     |
| 19.01 | 12:00 | Hong Kong  | -        | Vietnam    | 31-27     |
| 19.01 | 16:00 | Baréin     | -        | Uzbekistán | 35-19     |
| 20.01 | 12:00 | Vietnam    | -        | Uzbekistán | 23-30     |
| 20.01 | 14:00 | Hong Kong  | -        | Baréin     | 20-46     |

## Ronda principal

### Grupo I
| Equipo         | J | G | E | P | GF | GC  | DG  | PTS |
| -------------- | - | - | - | - | -- | --- | --- | --- |
| Catar          | 3 | 3 | 0 | 0 | 90 | 34  | +56 | 6   |
| Arabia Saudita | 3 | 2 | 0 | 1 | 77 | 80  | -3  | 4   |
| Corea del Sur  | 3 | 1 | 0 | 2 | 53 | 58  | -5  | 2   |
| Uzbekistán     | 3 | 0 | 0 | 3 | 60 | 108 | -48 | 0   |

- Resultados

| Fecha | Hora  | Partido¹      | Partido¹ | Partido¹       | Resultado |
| ----- | ----- | ------------- | -------- | -------------- | --------- |
| 22.01 | 14:00 | Uzbekistán    | -        | Corea del Sur  | 21-31     |
| 22.01 | 18:00 | Catar         | -        | Arabia Saudita | 34-19     |
| 24.01 | 12:00 | Catar         | -        | Uzbekistán     | 46-15     |
| 24.01 | 18:00 | Corea del Sur | -        | Arabia Saudita | 22-27     |
| 26.01 | 18:00 | Uzbekistán    | -        | Arabia Saudita | 24-31     |
| 26.01 | 14:00 | Catar         | -        | Corea del Sur  | 10-0      |

### Grupo II
| Equipo | J | G | E | P | GF | GC | DG  | PTS |
| ------ | - | - | - | - | -- | -- | --- | --- |
| Baréin | 3 | 3 | 0 | 0 | 99 | 72 | +27 | 6   |
| Irán   | 3 | 2 | 0 | 1 | 81 | 87 | -6  | 4   |
| Iraq   | 3 | 0 | 1 | 2 | 81 | 87 | -6  | 1   |
| Kuwait | 3 | 0 | 1 | 2 | 66 | 81 | -15 | 1   |

- Resultados

| Fecha | Hora  | Partido¹ | Partido¹ | Partido¹ | Resultado |
| ----- | ----- | -------- | -------- | -------- | --------- |
| 22.01 | 12:00 | Iraq     | -        | Irán     | 25-28     |
| 22.01 | 16:00 | Baréin   | -        | Kuwait   | 29-15     |
| 24.01 | 14:00 | Kuwait   | -        | Irán     | 26-27     |
| 24.01 | 16:00 | Iraq     | -        | Baréin   | 31-34     |
| 26.01 | 12:00 | Iraq     | -        | Kuwait   | 25-25     |
| 26.01 | 16:00 | Baréin   | -        | Irán     | 36-26     |

## Fase final
|  | Semifinales    | Semifinales |        |       | Final          | Final        |  |
|  | 29 de enero    | 29 de enero |        |       | 31 de enero    | 31 de enero  |  |
|  |                |             |        |       |                |              |  |
|  |                |             |        |       |                |              |  |
|  | Catar          | 34          |        |       |                |              |  |
|  | Catar          | 34          |        |       |                |              |  |
|  | Irán           | 19          |        |       |                |              |  |
|  | Irán           | 19          |        | Catar | 29             |              |  |
|  |                |             |        | Catar | 29             |              |  |
|  |                |             | Baréin | 24    |                |              |  |
|  | Baréin         | 29          | Baréin | 24    |                |              |  |
|  | Baréin         | 29          |        |       |                |              |  |
|  | Arabia Saudita | 20          |        |       | Tercer lugar   | Tercer lugar |  |
|  | Arabia Saudita | 20          |        |       | Tercer lugar   | Tercer lugar |  |
|  |                |             |        |       |                |              |  |
|  |                |             |        |       | Irán           | 23           |  |
|  |                |             |        |       | Irán           | 23           |  |
|  |                |             |        |       | Arabia Saudita | 26           |  |
|  |                |             |        |       | Arabia Saudita | 26           |  |
|  |                |             |        |       |                |              |  |

| Bandera de Catar        |
| Campeón Catar 5º título |

### Semifinales
| Fecha | Hora  | Partido¹ | Partido¹ | Partido¹       | Resultado |
| ----- | ----- | -------- | -------- | -------------- | --------- |
| 29.01 | 16:00 | Catar    | -        | Irán           | 34-19     |
| 29.01 | 18:00 | Baréin   | -        | Arabia Saudita | 29-20     |

### Tercer lugar
| Fecha | Hora  | Partido¹ | Partido¹ | Partido¹       | Resultado |
| ----- | ----- | -------- | -------- | -------------- | --------- |
| 31.01 | 16:00 | Irán     | -        | Arabia Saudita | 23-26     |

### Final
| Fecha | Hora  | Partido¹ | Partido¹ | Partido¹ | Resultado |
| ----- | ----- | -------- | -------- | -------- | --------- |
| 31.01 | 18:00 | Catar    | -        | Baréin   | 29-24     |

## Quinto puesto
| Fecha | Hora  | Partido¹      | Partido¹ | Partido¹ | Resultado |
| ----- | ----- | ------------- | -------- | -------- | --------- |
| 30.01 | 18:00 | Corea del Sur | -        | Iraq     | 26-24     |

## Medallero
| Catar | Baréin | Arabia Saudí |
| Abdelrahman Abdallah Ahmad Madadi Ahmed Saleh Ali Alderi Allaedine Berrached Anis Zouaoui Bilal Lepenica Ebrahim Ebaid Eldar Memišević Frankis Marzo Hamad Madadi Mahmud Hasab Ala Rafael Capote Rasheed Yusuff Wajdi Sinen Yassine Sami Yusef Benali Moustafa Heiba | Abdulla Ali Ahmed Almaqabi Ahmed Fadhul Ali Eid Ali Merza Ali Salman Bilal Askani Hasan Ali Hasan Al-Samahiji Husain Al-Sayyad Husain Mahfooz Mahdi Habib Mohamed Abdulredha Mohamed Ahmed Mohamed Ali Mohamed Merza Mohamed Mohamed Qasim Al-Shuwaikh | Abbas Al-Saffar Abdullah Al-Abbas Abdullah Al-Hammad Abdullah Al-Hulaili Abdulrahman Al-Muwalled Ahmad Al-Abdulali Alsalem Mohmmed Amro Mohmmed Haidar Al-Khadrawi Hassan Al-Janabi Hussain Al-Mohsin Hisham Al-Obaidi Mahdi Al-Salem Marhoon Al-Maa Mohammed Al-Abas Mohammed Al-Zaer Moitaba Al-Salem Yousof Al-Taweel |
| Valero Rivera (seleccionador) | Aron Jansson (seleccionador) | Didier Dinart (seleccionador) |

## Clasificación general
| Posición | Equipo                 |
| -------- | ---------------------- |
|          | Catar CM               |
|          | Baréin CM              |
|          | Arabia Saudita CM      |
| 4        | Irán CM                |
| 5        | Corea del Sur CM       |
| 6        | Iraq                   |
| 7        | Kuwait                 |
| 8        | Uzbekistán             |
| 9        | Emiratos Árabes Unidos |
| 10       | Omán                   |
| 11       | Hong Kong              |
| 12       | Jordania               |
| 13       | Vietnam                |
| 14       | Singapur               |
| 15       | India                  |
| 16       | Australia              |